# Powiat de Bochnia
Le powiat de Bochnia (en polonais, powiat bocheński) est un powiat appartenant à la voïvodie de Petite-Pologne dans le sud de la Pologne.

## Division administrative
Le powiat de Bochnia comprend 9 communes :
- 1 commune urbaine : Bochnia ;
- 1 commune urbaine-rurale : Nowy Wiśnicz ;
- 7 communes rurales : Bochnia, Drwinia, Lipnica Murowana, Łapanów, Rzezawa, Trzciana et Żegocina.